# Zygmunt Seweryński
Zygmunt Seweryński (ur. 20 stycznia 1880, zm. ?) – podpułkownik intendentury Wojska Polskiego.

## Życiorys
Urodził się 20 stycznia 1880. W C. K. Armii został mianowany na stopień zastępcy oficera prowiantowego z dniem 1 sierpnia 1907, a potem awansowany na podporucznika oficera prowiantowego z dniem 1 listopada 1910. Służył w 13 Galicyjskim pułku ułanów w Złoczowie w charakterze zastępcy oficera prowiantowego, a od około 1909 jako oficer prowiantowy. Podczas I wojny światowej został awansowany na stopień porucznika oficera prowiantowego z dniem 1 listopada 1916. Do 1918 nadal służył w szeregach 13 pułku ułanów.
Po zakończeniu wojny został przyjęty do Wojska Polskiego. Został awansowany na stopień podpułkownika w korpusie oficerów zawodowych intendentury ze starszeństwem z dniem 1 czerwca 1919. W 1923 był kierownikiem referatu, w 1924 szefem wydziału w Departamencie VII Intendentury Ministerstwa Spraw Wojskowych. W 1928, jako oficer przeniesiony w stan spoczynku przebywał w Warszawie. W 1934 jako emerytowany podpułkownik intendentury pozostawał w ewidencji Powiatowej Komendy Uzupełnień Warszawa Miasto III.

## Odznaczenia
austro-węgierskie
- Brązowy Medal Zasługi Wojskowej na wstążce Krzyża Zasługi Wojskowej (przed 1919)[16]
- Złoty Krzyż Zasługi Cywilnej z koroną na wstążce Medalu Waleczności (przed 1916)[14][16]
- Krzyż Jubileuszowy Wojskowy (przed 1909)[7]
- Krzyż Pamiątkowy Mobilizacji 1912–1913 (przed 1914)[12]